# AN/SPN-42
AN/SPN-42 — американская двухканальная корабельная система автоматической посадки на авианосец (англ. Automatic Carrier Landing System, ACLS) компании Bell Aero-Systems, использовавшаяся на авианосцах ВМС США. В настоящее время заменена системой аналогичного назначения AN/SPN-46.
Является полупроводниковым аналогом системы автоматической посадки AN/SPN-10. За счёт применения полупроводниковой элементной базы наработка на отказ увеличилась с 35 до 225 часов. Кроме того, обеспечена совместимость в БИУС NTDS.
Каждый канал имеет трёхкоординатный следящий радар AS-1347/SPN-42 диапазона Ka с параболической антенной. Сканирование коническое с частотой 6000 об/мин, ширина луча — 0,57°. Кроме того, на антенне установлен неподвижный маячковый приёмник AS-2407/SPN-42 диапазона X. Траектория заходящего на посадку самолёта передаётся в управляющий центр, где компьютеры рассчитывают поправки к траектории и передают их на самолёт по каналу данных Link 4A.

## Режимы работы
Система AN/SPN-42 может работать в трёх режимах:
- Mode I (автоматическое управление): подсистема центрального компьютера (англ. Central Computer Subsystem, CCS получает информацию о движении летательного аппарата и корабля, скорости и направлении ветра и передаёт команды и сигналы ошибки на автопилот через систему передачи данных Link 4A. Летательный аппарат получает сигналы и преобразует их в управляющие воздействия для органов управления.
- Mod II (полуавтоматическое): на индикаторе в кабине пилота отображается перекрестие, которое показывает отклонение самолёта от идеальной глиссады, помогая пилоту осуществить посадку в ручном режиме.
- Mod III (ручное управление по голосу): команды и сигналы ошибки отображаются на консоли управления оператора воздушного движения корабля-носителя, который транслирует их пилоту по голосовому радио.

## Установки на кораблях
- Авианосцы типа «Форрестол»
- Авианосцы типа «Китти-Хок»
- Авианосец «Энетрпрайз»
- Авианосцы типа «Нимиц»